# Carlos Rodríguez (actor)
Carlos Rodríguez Sastre es un actor español. Nacido en 1989, es conocido por su papel de Miguel en el telefilme El Gordo: una historia verdadera, al igual que por sus apariciones en series como Hermanas o Periodistas.

## Filmografía

### Series de televisión
- La Zona (2017) - como Daniel Gutiérrez Iniesta - episódico
- La pecera de Eva (2010) - como Josele - episódico
- El Gordo: una historia verdadera (2010) - como Miguel (Telefilme)
- Inocentes (2010) - como Juancho (Telefilme)
- Sin tetas no hay paraíso (2009) - episódico
- Yo soy Bea (2009) - episódico
- La chica de ayer (2009) - Lucas - episódico
- Los hombres de Paco (2009) - episódico
- Guante blanco (2008) - como Javier Valle
- MIR (2008) - episódico
- Herederos (2007) - episódico
- Masala (2007) - como Migue (Telefilme)
- Mujeres (2006) - episódico
- Ke no! (2005) - como Dani
- Hospital Central (2000 - 04) - episódico
- Los Serrano (2003 - 04) - como Richy
- El comisario (2001 - 03) - como Alberto - episódico
- Raquel busca su sitio (2000) - episódico
- Periodistas (1999 - 02) - como Kevin José
- Compañeros (1999) - episódico
- Hermanas (1998) - como Daniel

### Películas
- Incautos (2004) - Niño gitano
- Vida y color (2006)
- Hermosa juventud (2014)